# Eritrean Airlines
Eritrean Airlines is een luchtvaartmaatschappij uit Eritrea met haar thuisbasis in Asmara.

## Geschiedenis
Eritrean Airlines is opgericht in 1999 door de Eritrese regering als opvolger van het oorspronkelijke Eritrean Airline.
De vluchten worden verzorgd door het enige vliegtuig dat in bezit is van Eritrean Airlines. Eritrean Airlines is geen lid van IATA.